# Neoliomera pubescens
Neoliomera pubescens är en kräftdjursart som först beskrevs av Alphonse Milne-Edwards 1865.  Neoliomera pubescens ingår i släktet Neoliomera och familjen Xanthidae. Inga underarter finns listade i Catalogue of Life.

## Bildgalleri

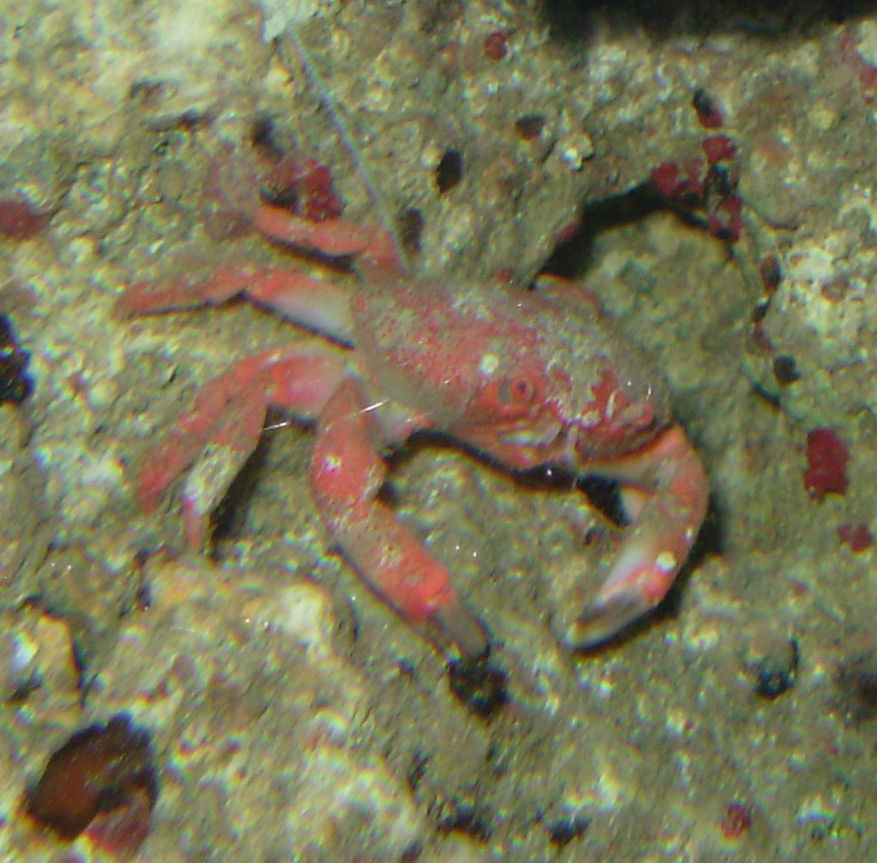